# Paul Mounet
Paul Mounet (5 de octubre de 1847 – 10 de febrero de 1922) fue un actor teatral de nacionalidad francesa.

## Biografía
Nacido en Bergerac, Francia, su verdadero nombre era Jean-Paul Sully. Era el hermano menor del actor Jean Mounet-Sully, y cursó estudios de medicina antes de dedicarse a la interpretación. Su debut como actor tuvo lugar en 1880 en el Teatro de l'Odéon, en París, en una producción de Horace. 
En 1889 tuvo la oportunidad de actuar por vez primera en la Comédie Française, de la cual fue miembro dos años más tarde. Mounet fue elogiado por sus papeles en Les Erynnyes, L'Arlésienne, Otelo, Patrie, Hamlet, La Furie, Anthony, Le Roi, L'Enigme, Le Dédale, y Edipo rey.
Mounet también actuó en varias producciones cinematográficas, haciendo entre otros el papel del título en una versión muda de Macbeth rodada en 1909 por el director francés André Calmettes. 
También fue profesor del Conservatorio de París, enseñando, entre otros, a Pierre Fresnay, Valentine Tessier, Hélène Dieudonné, Françoise Rosay, y Marie Ventura.  
A Paul Mounet se le nombró caballero de la Legión de Honor. El actor falleció en 1922 a causa de una enfermedad cardiaca en París.

## Teatro

### Fuera de la Comédie-Française

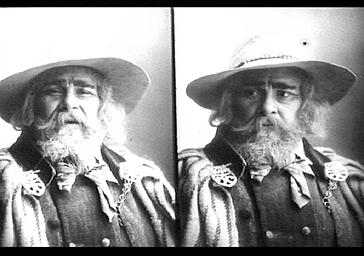
Paul Mounet en L'Arlésienne en 1885 (foto de Gaspard-Félix Tournachon)

- 1882 : Amhra, de Grangeneuve, Teatro de l'Odéon
- 1883 : Formosa, de Auguste Vacquerie, Odéon
- 1883 : Severo Torelli, de François Coppée, Odéon
- 1884 : Macbeth, de William Shakespeare, Odéon
- 1885 : L'Arlésienne, de Alphonse Daudet, música de Georges Bizet, Odéon
- 1885 : Les Jacobites, de François Coppée, Odéon
- 1886 : El sueño de una noche de verano, de William Shakespeare, Odéon
- 1886 : Les Fils de Jahel, de Simone Arnaud, Odéon
- 1887 : Numa Roumestan,  de Alphonse Daudet, Odéon
- 1887 : Mucho ruido y pocas nueces, de William Shakespeare, Odéon
- 1888 : La Marchande de sourires, de Judith Gautier, Odéon
- 1888 : Caligula,  de Alejandro Dumas, Odéon

### Carrera en la Comédie-Française
Entró en 1889
Nombrado miembro en 1891 y miembro honorario en 1922
- 1893 : Berenice, de Jean Racine
- 1894 : Severo Torelli, de François Coppée
- 1899 : Otelo, de William Shakespeare
- 1899 : Le Roi, de Gaston Schéfer
- 1899 : La Douceur de croire, de Jacques Normand
- 1899 : La Conscience de l'enfant, de Gaston Devore

- 1901 : Edipo rey, de Sófocles
- 1901 : Les Burgraves, de Victor Hugo
- 1901 : Le Dédale, de Paul Hervieu
- 1903 : Le Dédale, de Paul Hervieu
- 1905 : Andrómaca, de Jean Racine
- 1906 : Berenice de Jean Racine
- 1907 : Marion de Lorme, de Victor Hugo
- 1909 : La Furie, de Jules Bois

- 1913 : Yvonic, de Paul Ferrier y Jeanne Ferrier
- 1915 : Le Mariage forcé, de Molière

- 1920 : Romeo y Julieta, de William Shakespeare
- 1920 : La Fille de Roland, de Henri de Bornier
- 1922 : Don Juan, de Molièr

## Filmografía
- 1909 : Rigoletto
- 1909 : Macbeth
- 1909 : Le Retour d'Ulysse
- 1910 : L'Héritière
- 1912 : Les Jacobites
- 1917 : Par la vérité